# Marquard Sebastian Schenk von Stauffenberg
Marquard Sebastian Schenk von Stauffenberg (Eichstätt, 14 maggio 1644 – Bamberga, 9 ottobre 1693) è stato un vescovo cattolico tedesco.
Fu vescovo di Bamberga dal 1683 al 1693 e arciprete delle cattedrali di Bamberga, Würzburg e di Augusta. Proveniva dalla prestigiosa e nobile famiglia degli Schenken von Stauffenberg.

## Biografia
Marquardo Sebastiano Schenk von Stauffenberg fu eletto vescovo di Bamberga per volere di papa Innocenzo XI e dell'imperatore Leopoldo I nell'anno 1683, ma la consacrazione ebbe luogo solo quattro anni dopo. Era stato arciprete a Bamberga, dove aveva favorito i Gesuiti.
Personalmente, sotto il suo episcopato, si preoccupò di restaurare il castello di Greifenstein nella Svizzera francese ed il castello di Seehof, entrambi di proprietà del vescovato. Fu il padrino di Domenico Marquardo di Löwenstein-Wertheim-Rochefort, che da lui prese il nome.
Morì a Bamberga il 9 ottobre 1693 e fu sepolto nella cattedrale della città.

## Genealogia episcopale
La genealogia episcopale è:
- Arcivescovo Filippo Archinto
- Papa Pio IV
- Cardinale Giovanni Antonio Serbelloni
- Cardinale Carlo Borromeo
- Cardinale Gabriele Paleotti
- Cardinale Ludovico de Torres
- Cardinale Giovanni Garzia Mellini
- Vescovo Antonio Albergati
- Vescovo Gereon Otto von Gutmann zu Sobernheim
- Vescovo Johannes Pelking, O.F.M. Conv.
- Vescovo Wolther Heinrich von Strevesdorff, O.E.S.A.
- Arcivescovo Johann Philipp von Schönborn
- Vescovo Stephan Weinberger
- Vescovo Johann Gottfried von Guttenberg
- Vescovo Marquard Sebastian Schenk von Stauffenberg